# Герб Лосинівки
Герб Лосинівки — поверх розсіченого і пересіченого на сині та червоні чверті увінчана золотим православним хрестом золота голова лося. Щит накладено на бароковий картуш, що увінчаний червоною мурованою міською короною. Герб є промовистим.
Допускається використання герба без картуша та корони.
Допускається використання герба з додаванням двох золотих колосків обабіч щита, двох кетягів калини знизу, що перевиті синьою стрічкою з золотими лицарськими хрестами, цифрами «16» та «26», написом золотими літерами «ЛОСИНІВКА».
Своїм рішенням VI сесія V скликання Лосинівської селищної ради 26 вересня 2007 р. затвердила символіку селища (автор проекту О. Желіба).

## Пояснення символіки
- голова лося — згадка про сучасну назву селища та історичну — «Лосині Голови»;
- православний хрест — символ того, що слободу Лосині Голови заснували ченці Києво-Печерської лаври, знак сучасних християнських чеснот мешканців селища;
- поділ щита на чотири поля — символ чотирьох періодів у житті села: панського, монастирського, радянського та сучасного;
- міська корона — символ місцевого самоврядування, згадка про колишній статус райцентра та теперішній статус селища (в українській топоніміці — містечка);
- картуш — декоративна прикраса, що виконана в стилі козацького бароко; згадка про те, що село було засноване саме в козацькі часи;
- лицарські хрести — віра, надія, любов, випробування, спасіння, готовність збройно захищати свою Батьківщину, два хрести уособлюють дві церковні парафії Лосинівки у XIX-ХХ ст. (парафія Івана Богослова та Троїцька парафія);
- колоски — символ достатку, добробуту мешканців села;
- кетяги калини — символ краси, кохання, дівоцтва, рідного краю, уособлення прислів'я «Без верби й калини нема України»;
- цифри «16» та «26» — утворюють дату першої згадки про передачу королем Польщі Владиславом IV частини урочища Лосині Голови шляхтичеві Малаховському 1626 р.[1]